# Autolinee Toscane
Autolinee Toscane S.p.A., nota anche attraverso l'acronimo AT, è un'azienda italiana interamente partecipata dalla francese RATP Dev, attiva nel settore del trasporto pubblico locale. Gestisce in concessione l'intera rete autobus della Toscana, comprensiva sia delle reti urbane dei singoli comuni che dei collegamenti extraurbani, nonché alcune tratte fuori regione.

## Storia
Nel 2007 RATP Dev ha acquisito Florentiabus, da subito rinominata Autolinee Toscane, per la gestione del servizio di TPL di Mugello, Valdisieve e Valdarno, arrivando fino a Firenze.
Nel 2016 l'azienda si è aggiudicata provvisoriamente una gara d'appalto bandita dalla Regione Toscana per la gestione del servizio di trasporto pubblico locale sull'intero territorio regionale. Tuttavia, a seguito di diversi ricorsi presentati dai gestori uscenti, il subentro ai suddetti operatori è slittato più volte, fino al 1º novembre 2021.
Nei primi tre anni di esercizio su tutta la rete regionale, Autolinee Toscane ha lanciato una nuova app, insieme all'acquisto di migliaia di nuovi bus urbani ed extraurbani. Con l'arrivo dei nuovi mezzi, tutto il parco è stato dotato di sistemi di videosorveglianza attiva a bordo e la sicurezza è stata aumentata, grazie anche all'arrivo di centinaia di verificatori su tutta la rete.

## Rete
Al 2023 l'azienda risulta gestire, per conto della Regione Toscana, i seguenti servizi di trasporto pubblico locale:
- 305 linee di "Urbano Capoluogo" nei capoluoghi Arezzo, Firenze e area metropolitana limitrofa, Prato, Pistoia, Lucca, Massa, Pisa, Livorno, Grosseto, Siena e nell'aree uniche del Valdarno (MIV) e di Massa e Carrara
- 95 linee di "Urbano Maggiore" nei comuni di Borgo San Lorenzo, Certaldo, Empoli, Follonica, Cecina, Piombino, Portoferraio, Rosignano Marittimo, Viareggio, Pontedera, Volterra, Montecatini Terme, Pescia, Chianciano Terme, Chiusi, Colle Val d'Elsa, Montepulciano, Poggibonsi e San Gimignano
- 555 linee extraurbane e regionali in tutto il territorio della Regione Toscana
- Servizi integrativi ferroviari per Trenitalia e Trasporto Ferroviario Toscano[6][7]
- 2 funicolari, una a Livorno-Montenero e una a Certaldo

Complessivamente si contano 965 linee, 24.527 km di rete, 37.538 fermate e 3.035 rivendite (3.000 autorizzate e 35 biglietterie ufficiali).
A causa della duplicità di alcune fermate, l'azienda sta provvedendo alla loro graduale eliminazione, in favore di una ricerca di fermata più semplice.
Da marzo 2024 su tutti i mezzi delle linee urbane ed extraurbane (tram di Firenze compreso) è possibile pagare a bordo con le carte di credito/debito Visa e Mastercard in modalità contactless, facendo "tap" soltanto alla salita sui percorsi urbani, anche prima di scendere sulle tratte extraurbane.

## Parco mezzi
|              | 2023 | 2024 | 2025 |
| ------------ | ---- | ---- | ---- |
| Urbani       | 1115 |      |      |
| Suburbani    | 154  |      |      |
| Interurbani  | 1607 |      |      |
| Gran Turismo | 7    |      |      |